# حضانة مشتركة
الحضانة المشتركة هي حكم قضائي يتم بموجبه منح حضانة الطفل لكلا الطرفين. وفي الحضانة المشتركة يعد كلا الأبوين آباء حاضنين وليس أي منهما والدًا غير حاضن، أو بعبارة أخرى، يكون لدى الطفل والدان حاضنان. وهناك نوعان رئيسيان للحضانة المشتركة:
- الحضانة المشتركة الفعلية
- الحضانة المشتركة القانونية

## معلومات تاريخية عن الحضانة المشتركة
في إنجلترا، قبل القرن التاسع عشر، كان القانون العام يعتبر الأطفال ملكًا لأبيهم. ولكن التغيرات الاقتصادية والاجتماعية التي حدثت خلال القرن التاسع عشر قد أسفرت عن تحول في الأفكار حول ديناميات الأسرة. وتسببت الثورة الصناعية في فصل المنزل عن مكان العمل، مما أدى إلى ابتعاد الآباء عن أبنائهم من أجل الحصول على الأجور وسد حاجة أسرهم. وفي المقابل، كان من المتوقع أن تمكث الأمهات في المنزل وتعتني بالأسرة والأطفال. والتغيرات الاجتماعية المهمة مثل حق تصويت النساء ونظريات تطوير الطفل سمحت بالأفكار التي تكتنف أهمية رعاية الأمومة.

## الولايات المتحدة
في الولايات المتحدة، تعترف الكثير من الولايات بنوعين من الحضانة المشتركة، وهما الحضانة المشتركة الفعلية والحضانة المشتركة القانونية. في الحضانة المشتركة الفعلية، يتم تقاسم مبيت الطفل والاعتناء به وفقًا للجدول الزمني للحضانة الصادر عن المحكمة. وفي الحضانة المشتركة القانونية، يتشارك كلا الوالدين في إمكانية الحصول على سجلات أطفالهم، مثل السجلات التعليمية والصحية وغيرها من السجلات.